# Cocaéthylène
Le cocaéthylène (éthylbenzoylecgonine) est l'ester éthylique de la benzoylecgonine. Sa structure est similaire à celle de la cocaïne, qui est l'ester méthylique de la benzoylecgonine. Le cocaéthylène est formé par le foie lorsque la cocaïne et l'éthanol coexistent dans le sang. En 1885, le cocaéthylène a été synthétisé pour la première fois (selon l'édition 13 du Merck Index) et en 1979, les effets secondaires du cocaéthylène ont été découverts.

## Production métabolique à partir de la cocaïne
Le cocaéthylène est le sous-produit de la consommation simultanée d'alcool et de cocaïne, métabolisés par le foie. Normalement, le métabolisme de la cocaïne produit principalement deux métabolites biologiquement inactifs : la benzoylecgonine et l'ester méthylique d'ecgonine. L'enzyme hépatique carboxylestérase est une partie importante du métabolisme de la cocaïne car elle agit comme un catalyseur pour l'hydrolyse de la cocaïne dans le foie, qui produit ces métabolites inactifs. Si l'éthanol est présent pendant le métabolisme de la cocaïne, une partie de la cocaïne subit une transestérification avec de l'éthanol, plutôt que de subir une hydrolyse avec de l'eau, ce qui entraîne la production de cocaéthylène.
cocaïne + H2O → benzoylecgonine + méthanol (avec carboxylestérase hépatique 1)
benzoylecgonine + éthanol → cocaéthylène + H2O
cocaïne + éthanol → cocaéthylène + méthanol (avec carboxylestérase hépatique 1)

## Effets physiologiques
Le cocaéthylène est largement considéré comme une drogue récréative, avec des propriétés stimulantes, euphorisantes, anorexigènes, sympathomimétiques et locales. Les neurotransmetteurs monoamines, la sérotonine, la noradrénaline et la dopamine jouent un rôle important dans l'action du cocaéthylène dans le cerveau. Le cocaéthylène augmente les niveaux de neurotransmission sérotoninergique, noradrénergique et dopaminergique dans le cerveau en inhibant l'action du transporteur de la sérotonine, du transporteur de norépinéphrine et du transporteur de dopamine. Ces propriétés pharmacologiques font du cocaéthylène un inhibiteur de recapture de la sérotonine-norépinéphrine-dopamine (SNDRI, également connu sous le nom de « triple inhibiteur de recapture »).[réf. nécessaire].
Chez la plupart des utilisateurs, le cocaéthylène produit de l'euphorie et a une durée d'action plus longue que la cocaïne. Certaines études suggèrent que la consommation d'alcool en combinaison avec de la cocaïne peut être plus cardiotoxique que la cocaïne et « elle entraîne également une augmentation de 18 à 25 fois par rapport à la cocaïne seule en danger de mort immédiate ». Le cocaéthylène a une affinité plus élevée pour le transporteur de dopamine que la cocaïne, mais a une affinité plus faible pour les transporteurs de sérotonine et de noradrénaline,.
Dans l'étude de 1993 de McCance-Katz et al., le cocaéthylène « a produit des évaluations subjectives plus élevées de par rapport à l'administration de cocaïne ou d'alcool seul. »

## Voir également
- Éthylphénidate
- Euphorisant
- Anesthésique local
- Stimulant
- Tropane
- Vin Mariani